# Senee Kaewnam
Senee Kaewnam (thailändisch เสนีย์ แก้วนาม, * 5. September 1986 in Roi Et), auch als Say (thailändisch เส) bekannt, ist ein thailändischer Fußballspieler.

## Karriere
Senee Kaewnam stand bis Ende 2012 beim Samut Songkhram FC unter Vertrag. Der Verein aus Samut Songkhram spielte in der ersten Liga des Landes, der Thai Premier League. Anfang 2013 wechselte er zum Erstligaaufsteiger Ratchaburi Mitr Phol nach Ratchaburi. Hier stand er in der Hinserie zweimal auf dem Spielfeld. Die Rückserie spielte er beim Ligakonkurrenten Army United. Für den Bangkoker Verein absolvierte er zwölf Erstligaspiele. Anfang 2014 unterschrieb er einen Vertrag beim ebenfalls in der ersten Liga spielenden BEC Tero Sasana FC. Nachdem er hier nicht zum Einsatz gekommen war, wechselte er zur Rückrunde zum Erstligisten Bangkok United. Hier stand er bis Ende 2016 unter Vertrag. Für Bangkok spielte er siebenmal in der ersten Liga. Nach Vertragsende war er das erste Halbjahr 2017 vertrags- und vereinslos. Mitte 2017 verpflichtete ihn der Erstligist Navy FC. Für den Verein aus Sattahip spielte er viermal. Seit Mitte 2018 ist er vertrags- und vereinslos.